# Aeroportul Tarapacá
Aeroportul Tarapacá (IATA: TCD, ICAO: SKRA) este un aeroport din Departamentul Amazonas, Columbia ce deservește zona Tarapacá⁠(d). Aeroportul a fost tranzitat în 2019 de 1.459 de pasageri.
Situat la o altitudine de 79 m, aeroportul dispune de o singură pistă.